# Овраг Дубовый (приток Большого Куяльника)
Овраг Дубовый или Таргар (укр. Яр Дубовий) — левый приток реки Большой Куяльник, расположенная на территории Березовского, Ширяевского и Ивановского районов (Одесская область, Украина).

## География
Длина — 20 км. Площадь бассейна — 142 км². На протяжении почти всей длины пересыхает, среднее и верхнее течение — наименее маловодное. Есть пруды. Характерны весенние и летние паводки.
Берёт начало в двух балках (Дубовая и безымянная), что возле сёл Антоновка (Березовский район) и Петровское (Ширяевский район). Река течёт на юг. Впадает в Большой Куяльник (на 53-м км от её устья) западнее села Силовка.
Притоки: Таргар (пр), безымянные балки
Населённые пункты (от истока к устью):
Березовский район
1. Весёлое

Ширяевский район
1. Катерино-Платоновка
2. Анно-Покровка

Ивановский район
1. Силовка